# Zosterops buruensis
El anteojitos de Buru (Zosterops buruensis) es una especie de ave paseriforme en la familia Zosteropidae.

## Distribución geográfica y hábitat
Es endémica de Buru.
Sus hábitats naturales son las bosques tropicales o subtropicales húmedos.